# Dunbarula
Dunbarula es un género de foraminífero bentónico de la subfamilia Boultoniinae, de la familia Schubertellidae, de la superfamilia Fusulinoidea, del suborden Fusulinina y del orden Fusulinida. Su especie tipo es Dunbarula mathieui. Su rango cronoestratigráfico abarca el Lopingiense (Pérmico superior).

## Discusión
Clasificaciones más recientes incluyen Dunbarula en la superfamilia Schubertelloidea, y en la subclase Fusulinana de la clase Fusulinata.

## Clasificación
Dunbarula incluye a las siguientes especies:
- Dunbarula cervicalis †
- Dunbarula elegans †
- Dunbarula karakorumensis †
- Dunbarula kitakamiensis †
- Dunbarula laudoni †
- Dunbarula mathieui †
- Dunbarula muliensis †
- Dunbarula nana †
- Dunbarula nucleola †
- Dunbarula oviformis †
- Dunbarula parva †
- Dunbarula physa †
- Dunbarula planata †
- Dunbarula pusilla †
- Dunbarula rhomboidalis †
- Dunbarula schubertellaeformis †
- Dunbarula simplex †
- Dunbarula suzukii †
- Dunbarula tumida †
- Dunbarula uenoi †